# FlatOut (відеогра, 2004)
FlatOut — це перегонова відеогра 2004 року, розроблена фінською компанією Bugbear Entertainment і видана Empire Interactive. У Японії видавцем стала Konami й гра вийшла там 13 жовтня 2005 року, під назвою Racing Game Chuui!!!!. На відмінно від інших ігор у цьому жанрі FlatOut це аркадні перегони на виживання, з акцентом на руйнування автомобілів. У грі всього 16 різних автомобілів, кожен з яких має по 5 різних видів. FlatOut стала найбільш відома, завдяки водіям, які вилітають через лобове скло.
У 2014 році на GOG.com була випущена Linux-версія гри в рамках запуску підтримки Linux.

## Особливості
У FlatOut є стандартні перегони по колу, як на відкритих майданчиках, так і на стадіоні та смертельне дербі, в яких водій єдиного вцілілого автомобіля оголошується переможцем; в обох режимах гравці змагаються з 7 суперниками. Гра має також спеціальні події, які вимагають від гравця скинути водія з машини та виконати певні вимоги. Водія можна також купити на звалищі, у режимі кар'єри. За виграш, гравця нагороджують готівкою, за яку можна купувати модернізацію транспортних засобів та нові автомобілі.
FlatOut відомий широким використанням фізики в пошкодженнях і зіткненнях транспортних засобів; вм'ятини на автомобілях можуть відрізнятися залежно від типу аварії, об'єкта і кута удару (падіння предмета, наприклад, пошкодить переважно верхню частину автомобіля), у той час, як інші учасники перегонів, можуть пошкодити свої транспортні засоби, переважно придорожніми об'єктами.
У грі також присутня Ragdoll-фізика, де водії можуть вилетіти з машини після сильних зіткнень. Ця функція широко використовується в деяких спеціальних подіях, коли гравець повинен «підкинути» водія на певну відстань, висоту або в ціль.

## Відгуки
| Агрегатор  | Оцінка | Оцінка | Оцінка |
| Агрегатор  | PC     | PS2    | XBOX   |
| ---------- | ------ | ------ | ------ |
| Metacritic | 72/100 | 70/100 | 71/100 |

| Видання                            | Оцінка | Оцінка  | Оцінка  |
| Видання                            | PC     | PS2     | XBOX    |
| ---------------------------------- | ------ | ------- | ------- |
| Edge                               | 7/10   | 7/10    | 7/10    |
| Electronic Gaming Monthly          | Н/Д    | 4.67/10 | 4.67/10 |
| Eurogamer                          | Н/Д    | Н/Д     | 8/10    |
| Famitsu                            | Н/Д    | 28/40   | Н/Д     |
| Game Informer                      | Н/Д    | 6.5/10  | 6.5/10  |
| GameSpot                           | 7.9/10 | 7.9/10  | 7.9/10  |
| GameSpy                            | Н/Д    | [ 14 ]  | [ 14 ]  |
| GameTrailers                       | 8.5/10 | 8.5/10  | 8.5/10  |
| GameZone                           | 8/10   | 7.9/10  | Н/Д     |
| IGN                                | 7/10   | 7.5/10  | 7.5/10  |
| Official U.S. PlayStation Magazine | Н/Д    | [ 20 ]  | Н/Д     |
| Official Xbox Magazine (США)       | Н/Д    | Н/Д     | 7.2/10  |
| PC Gamer (США)                     | 75%    | Н/Д     | Н/Д     |

FlatOut отримав «змішані або середні» відгуки на всіх платформах згідно з веб-сайтом агрегатором оглядів Metacritic. У Японії Famitsu поставив версії для PlayStation 2 усі чотири сімки, що становить 28 із 40.
Видання The Sydney Morning Herald оцінило гру на чотири з половиною зірки з п'яти і зазначило: «Керування чудове, а той факт, що траси переповнені перешкодами, які реалістично вилітають і розбиваються, робить гру ще більш захоплюючою. Додайте до цього чудове моделювання пошкоджень, і стане зрозуміло, що ця гра ідеально відтворила основну механіку захопливих перегонів». Видання The Times оцінило версії для PS2 та Xbox на чотири зірки з п'яти і написало, що справжні самогубці «будуть у захваті від здатності водія з криком вилетіти через лобове скло, в той час, як решті сподобається просте і чуйне управління грою, а також автентичне відчуття автомобілів». Detroit Free Press, однак, оцінив версію для Xbox на дві зірки з чотирьох і сказав, що «якби [гра] коштувала лише 20 доларів, я б щиро рекомендував її. Але 50 доларів — це великі гроші за те, щоб знову і знову перетворювати себе на дорожній слід. Вона недосконала, хоч і весела». Maxim оцінив гру на дві зірки з п'яти і сказав, що вона «настільки ж цікава, як соціальна реклама ременів безпеки».
У 2017 році FlatOut була обрана для колекції зі 100 класичних фінських ігор, які були представлені на відкритті Фінського музею ігор у Тампере.
Оновлення гри для Microsoft Windows, яка продається через Steam було випущено 20 липня 2024 року, в якому була реалізована підтримка Steam Workshop, покращено роботу на Steam Deck і додані різні поліпшення, як і для FlatOut 2 і Ultimate Carnage.

## Продовження
Продовження, FlatOut 2, вийшло спочатку в Європі 30 червня 2006 року. У ній з'явилося більше різноманітних транспортних засобів (включно із сучасними легковими автомобілями та пікапами). Північноамериканська версія була випущена 1 серпня.
У 2007 році компанія Bugbear випустила FlatOut: Ultimate Carnage, покращений ремейк FlatOut 2, для Xbox 360. Версія для Microsoft Windows вийшла 1 серпня 2008 року.
У листопаді 2010 року компанія Team6 Game Studios випустила нову гру під назвою FlatOut для Nintendo Wii. Гру оцінили негативно.
Третя гра, FlatOut 3: Chaos & Destruction, розроблена Team6 Game Studios і видана Strategy First у грудні 2011 року ексклюзивно для Microsoft Windows. Гра отримала переважно негативні відгуки.
Flatout Stuntman — це ексклюзивна гра серії на Android-смартфони. Вона була розроблена і видана студією Team6 Game Studios і вийшла в листопаді 2013 року.
FlatOut 4: Total Insanity, розроблена компанією Kylotonn для PlayStation 4, Xbox One та Microsoft Windows, вийшла в березні 2017 року. Гра отримала змішані відгуки.